# Исъккулска област
Исъккулска област (на киргизки: Ысык-Көл областы) е една от 7-те области на Киргизстан. Площ 43 100 km² (2-ро място по големина в Киргизстан, 21,55% от нейната площ). Население на 1 януари 2019 г. 489 800 души (5-о място по население в Киргизстан, 7,7% от нейното население). Административен център град Каракол. Разстояние от Бишкек до Каракол 401 km.

## Историческа справка
Най-стария град в Исъккулска област е Каракол, утвърден за град през 1869 г. На 21 ноември 1939 г. е преименуван на Пржевалск, а през 1992 г. му е възстановено старото име. Другите два града Баликчи и Чолпон Ата са признати съответно през 1954 г. и 1975 г. Исъккулска област е първично образувана на 21 ноември 1939 г., а на 27 януари 1959 г. е закрита. Вторично е образувана на 11 декември 1970 г.

## Географска характеристика
Исъккулска област заема най-източната част на Киргизстан. На север граничи с Казахстан, на югоизток – с Китай, на югозапад – с Наринска област и на северозапад – с Чуйска област. В тези си граници заема площ от 43 100 km² (2-ро място по големина в Киргизстан, 21,55% от нейната площ). Дължина от запад на изток 400 km, ширина от север на юг 200 km.
Исъккулска област изцяло е разположена в пределите на Централен Тяншан. Централната ѝ част е заета от обширната Исъккулска котловина с езерото Исъккул в нея. На север котловината е ограничена от хребета Кунгей Алатау (4760 m), а на юг – от хребета Терскей Алатау (4808 m). Южните склонове на Терскей Алатау постепенно се понижават и преминават в т.нар. съртове, имащи плоски повърхности и заемащи дъната на котловини и терасовидни стъпала, лежащи на височина 2500 – 3850 m. От югоизток съртовете са ограничени от мощния хребет Какшаал Тоо, увенчан в североизточната си част с най-високия връх на Тяншан връх Дженгиш Чокусу (Победа) 7438 m, 42°02′03″ с. ш. 80°07′46″ и. д. / 42.034167° с. ш. 80.129444° и. д.. Северно от него се издига връх Хан Тенгри 6995 m.
Климатът в Исъккулската котловина е умерено континентален. Лятото е топло (средна юлска температура 16,9 °C в град Каракол, 17,5 °C в село Тамга). Зимата е мека (средна януарска температура -2 °C в Тамга, -5,7 °C в Каракол). Годишната сума на валежите варира от 100 – 200 mm на запад до 400 – 500 mm на изток. В източната част на котловината 2 – 3 месеца през зимата има устойчива снежна покрива. Характерни са западните (улан) и източните (санташ) ветрове, а край самото езеро често духат бризи. На съртовете средната юлска температура е 11 – 12 °C, а средната януарска от -15 до -16 °C. Валежите са около 300 mm годишно. В планините над 4500 m през цялата година температурите са отрицателни. Продължителността на вегетационния период (минимална денонощна температура 5 °C) на източното крайбрежие на езерото Исъккул е 141 денонощия, а на запад, север и юг съответно 158, 169 и 182 денонощия. На територията на областта са разположени големи планински ледници: Инилчек и Каинди в района на най-високите тяншански нърхове, Петров (в масива Акшийрак) и др.
Реките в Исъккулска област принадлежат към 4 безотточни басейна. Най-големите реки в Исъккулската котловина са Тюп и Джергалан, вливащи се в езерото от изток и водите им се използват основно за напояване. На 3 km на запад от езерото Исъккул протича горното течение на голямата средноазиатска река Чу. Източната част на областта се отводнява от река Саръджаз (ляв приток на най-голямата централноазиатска река Тарим), а югозападните части – от горния басейн на река Нарин (дясна съставяща на Сърдаря).
В западната част на Исъккулската котловина господстват пустините и полупустините. На височина до 2100 m са развити тревисти степи, от 2100 до 3200 m – ливадни степи и гори (основно тяншански смърч), над 3200 – 3300 m е поясът на алпийските пасища, а районите над 3500 – 3600 m са заети от снежници и ледници, разделени от голи скалисти пространства. Бозайниците са представени от рис, кафява мечка, язовец, каменна норка, барс, сибирска сърна, планински козел, архар, сив мармот, ондатра, белка. По бреговете на езерото Исъккул зимуват лебеди, сиви гъски, патици и др.

## Население, социално-икономически показатели
На 1 януари 2019 г. населението на Исъккулска област е наброявало 1 489 800 души (7,7% от населението на Киргизстан). Гъстота 11,36 души/km². Градско население 28,7%.; работещи: 180 300 (2008); регистрирани безработни: 4902 (2008); експорт: 18,8 млн. долара (2008); импорт: 221,7 млн. долара (2008); директни чуждестранни инвестиции (2008): 1,1 млн. долара.
Етнически състав: киргизи 86,22%, руснаци 8,05%, казахи 1,47%, уйгури 0,89%, калмики 0,87% и др.

## Административно-териториално деление
В административно-териториално отношение Исъккулска област се дели на 5 административни района, 3 града, в т.ч. 2 града с областно подчинение и 1 град с районно подчинение и 2 селище от градски тип.
| Административна единица    | Площ (km²) | Население (2018 г.) | Административен център | Население (2018 г.) | Разстояние до Каракол (в km) | Други градове и сгт с районно подчинение |
| -------------------------- | ---------- | ------------------- | ---------------------- | ------------------- | ---------------------------- | ---------------------------------------- |
| Град с областно подчинение |            |                     |                        |                     |                              |                                          |
| 1. Баликчи                 | 34         | 48 000              | гр. Баликчи            | 48 000              | 222                          | Орто Токой                               |
| 2. Караксл                 | 48         | 77 700              | гр. Каракол            | 77 700              | -                            | Пристан Пржевалск                        |
| Административен район      |            |                     |                        |                     |                              |                                          |
| 1. Аксуйски                | 9917       | 68 300              | с. Ак Суу              | 10 823              | 10                           |                                          |
| 2. Джети-Огузки            | 14 499     | 90 400              | с. Къзъл Суу           | 15 389              | 38                           |                                          |
| 3. Исъккулски              | 3603       | 82 100              | гр. Чолпон Ата         | 12 568              | 144                          |                                          |
| 4. Тонски                  | 7230       | 52 600              | с. Боконбаево          | 10 648              | 135                          |                                          |
| 5. Тюпски                  | 2121       | 63 900              | с. Тюп                 | 9828                | 31                           |                                          |